# Tadeusz Łobos
Tadeusz Łobos (ur. 1 czerwca 1938 w Samborze, zm. 31 marca 2014 we Wrocławiu) – polski inżynier, profesor nauk technicznych, pracownik Politechniki Wrocławskiej.

## Życiorys
Ukończył studia w 1960 r. na Politechnice Wrocławskiej, w 1967 r. doktoryzował się, w 1975 r. otrzymał stopień doktora habilitowanego a tytuł profesora w 1989 r.
Prodziekan Wydziału Elektrycznego od 1978 do 1981 roku. Dyrektor Instytutu Podstaw Elektrotechniki i Elektrotechnologii Politechniki Wrocławskiej w latach 1999–2005. W latach 1982–1986 pracował naukowo we Friedrich-Alexander-Universität Erlangen-Nürnberg (Niemcy). Stypendysta Fundacji im. Alexandra von Humboldta w latach 1976–1982, główny wykonawca wielu projektów Niemieckiej Wspólnoty Badawczej (DFG) w latach 1982–2003. Autor ponad 300 prac naukowych, 7 patentów oraz 3 książek, promotor 9 rozpraw doktorskich. Zajmował się naukowo elektroenergetyczną automatyką zabezpieczeniową. Stworzył nowy kierunek badawczy dotyczący zastosowania przetwarzania sygnałów w elektrotechnice. Inicjował współpracę z wieloma partnerami naukowymi i przemysłowymi w Polsce i za granicą.
Zmarł 31 marca 2014 roku, został pochowany na Cmentarzu Osobowickim we Wrocławiu.

## Nagrody
- 1998 – Nagroda Badawcza im. A. Humboldta (Humboldt Research Award)
- 2022 – World’s TOP 2% Scientists[1] – lista najbardziej wpływowych naukowców na świecie[2]